# Sancergues
Sancergues là một xã thuộc tỉnh Cher trong vùng Centre-Val de Loire miền trung Pháp.

## Dân số
| 1962                                | 1968 | 1975 | 1982 | 1990 | 1999 | 2006 |
| ----------------------------------- | ---- | ---- | ---- | ---- | ---- | ---- |
| 858                                 | 863  | 942  | 865  | 807  | 718  | 701  |
| Từ năm 1962 Dân số không tính trùng |      |      |      |      |      |      |